# Miss Belleza Universitaria
Miss Belleza Universitaria (MBU) es un título de belleza femenina. También se conoce así al certamen que lo confiere. Se trata de un concurso que pretende destacar el valor intelectual, para cambiar la óptica con la que se observa una mujer.

## Historia
MBU surge en el 2008 con la intención de revalorar la imagen de la mujer, y desde su primer certamen en el 2009, ha contando con una edición anualmente. La presentación de las candidatas para la tercera edición del certamen MBU 2011 se dio el 29 de septiembre, y culminó el 11 de octubre de ese mismo año en Parque de la Amistad en Surco.
El certamen ha contado con la presencia y participación de figuras como: Bettina Oneto, Marcelo Oxenford, María Teresa Braschi, Ana Cecilia Brozovich, Edith Tapia, Rosa Flor, Hiromi Hironaka (Miss Nikkei 2012), Konnie Vidaurre (Miss Teen Perú 2012) y Kelly Dávila (Miss Teen International Perú 2012).

### Sistema de competencia
A diferencia de otros certámenes, MBU no establece límites en la edad y estatura. Pero algunas de las reglas básicas son las siguientes:
- Ser del género femenino.
- Ser universitaria.

### Ganadoras
| Edición | Año  | Reina           | Universidad                               |
| ------- | ---- | --------------- | ----------------------------------------- |
| V       | 2013 | Dulce Gonzales  | Universidad Jaime Bausate y Meza          |
| IV      | 2012 | Rocío Rodríguez | Universidad Alas Peruanas                 |
| III     | 2011 | Naomi León      | Universidad San Martín de Porres          |
| II      | 2010 | Anthea Jantsch  | Universidad César Vallejo                 |
| I       | 2009 | Angela Gavino   | Universidad Peruana de Ciencias Aplicadas |

### Finalistas
| Edición | Año  | Virreina         | Universidad |
| ------- | ---- | ---------------- | ----------- |
| IV      | 2012 | Crisel Medina    |             |
| III     | 2011 | Leonela Alzamora |             |
| II      | 2010 | Roxana Díaz      |             |
| I       | 2009 |                  |             |